# Nannambra
Nannambra es una ciudad censal situada en el distrito de Malappuram en el estado de Kerala (India). Su población es de 40573 habitantes (2011). Se encuentra a 20 km de Malappuram y a 35 km de Kozhikode.

## Demografía
Según el censo de 2011 la población de Nannambra era de 40573 habitantes, de los cuales 19048 eran hombres y 21495 eran mujeres. Nannambra tiene una tasa media de alfabetización del 92,81%, inferior a la media estatal del 94%. la alfabetización masculina es del 95,59%, y la alfabetización femenina del 90,40%.